# Jesse M. Donaldson

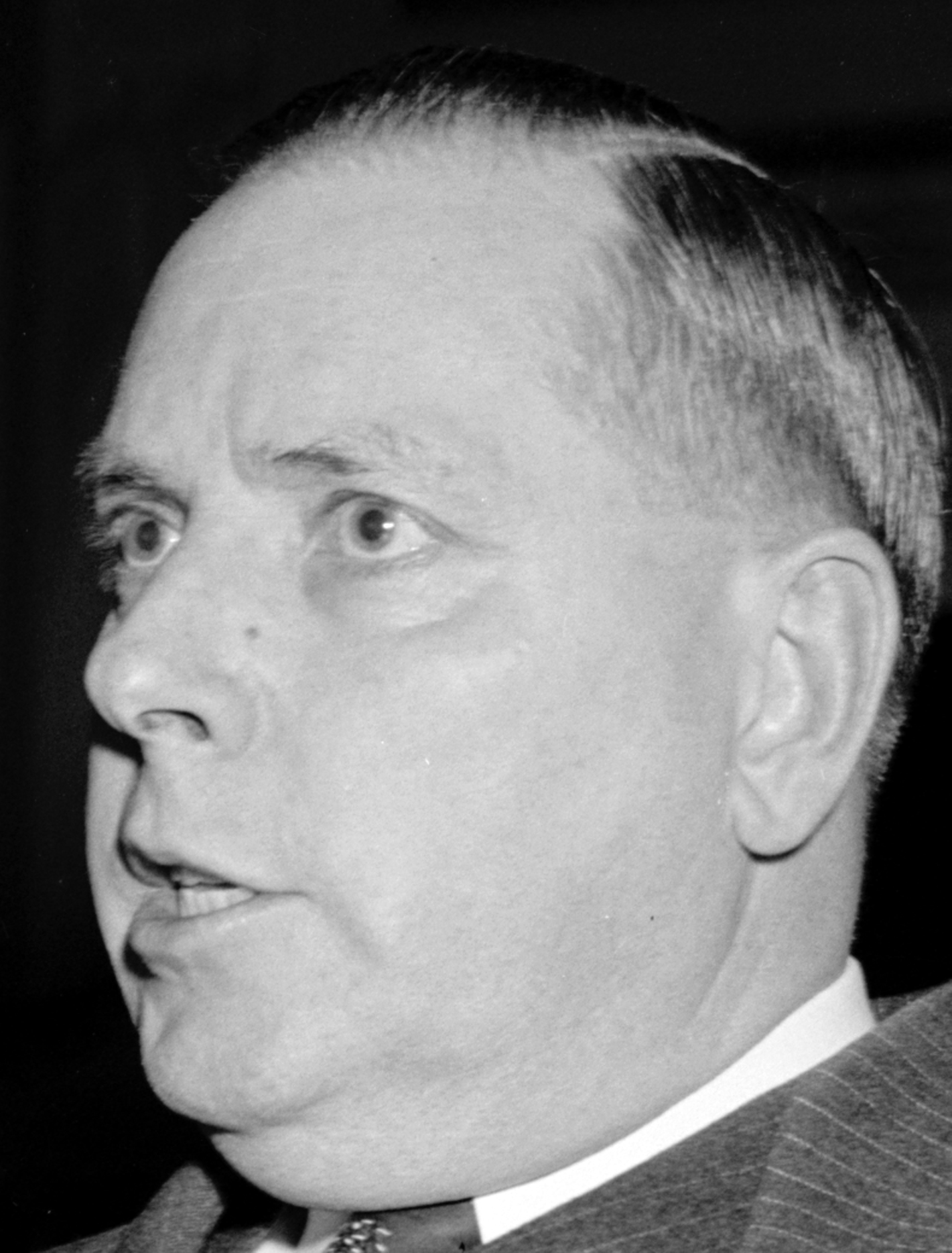
Jesse M. Donaldson (29. März 1939)

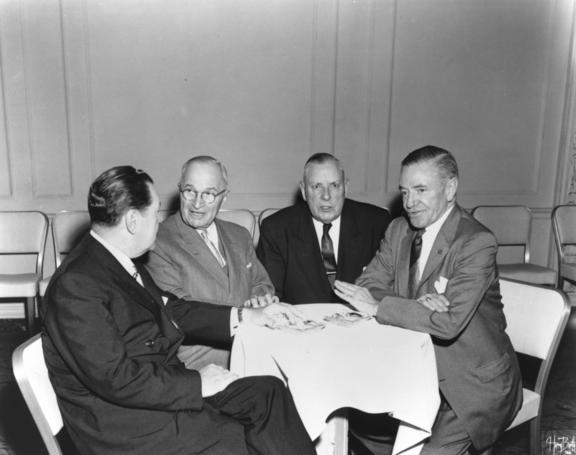
Jesse M. Donaldson (2. von rechts) bei einer Besprechung mit US-Präsident Harry S. Truman (2. von links) und Justizminister James P. McGranery (rechts).

Jesse Monroe Donaldson (* 16. August 1885 bei Shelbyville, Shelby County, Illinois; † 25. März 1970 in Kansas City, Missouri) war ein US-amerikanischer Politiker, der von 1947 bis 1953 als US-Postminister unter Präsident Harry S. Truman amtierte.
Donaldson trat im Jahr 1908 als Briefträger in die Dienste des US Postal Service. Er stieg als Beamter auf, brachte es zunächst zum Postinspektor, später dann zu leitenden Positionen in den Postverwaltungen von Tennessee, Oklahoma und Missouri.
1945 wurde er als stellvertretender Postmaster General Mitglied der Truman-Regierung. Sein Vorgesetzter war Robert E. Hannegan, der mit zunehmender Amtsdauer weniger Interesse an seinen Aufgaben zeigte, sodass Donaldson ihn immer wieder in Kabinettssitzungen vertreten musste und schließlich als kommissarischer Minister (acting) galt. Als Hannegan schließlich 1947 zurücktrat, wurde Donaldson vom Präsidenten überraschend als dessen Nachfolger berufen. Bis zu diesem Zeitpunkt war es gängige Praxis gewesen, das Amt des Postmaster General mit einer Führungsperson der Regierungspartei zu besetzen; Donaldson war der erste Berufsbeamte, der das Postministerium leitete.
Während seiner bis 1953 dauernden Amtszeit machte sich der neue Minister um die Behörde verdient, indem er Modernisierungsmaßnahmen vornahm und für schnellere Ausführung der Dienstleistungen sorgte. Er starb 1970 in Kansas City.